# Johnny Peirson
John Frederick "Johnny" Peirson, född 21 juli 1925 i Winnipeg, Manitoba, död 16 april 2021 i Wayland, Massachusetts, var en kanadensisk professionell ishockeyforward. 
Peirson tillbringade elva säsonger i den nordamerikanska ishockeyligan National Hockey League (NHL), där han spelade för Boston Bruins. Han producerade 326 poäng (153 mål och 173 assists) samt drog på sig 309 utvisningsminuter på 544 grundspelsmatcher. Peirson spelade också för Hershey Bears i American Hockey League (AHL).
Mellan 1944 och 1945 tjänstgjorde han i Kanadas väpnade styrkor och var i Europa och stred under andra världskrigets slutskede.
Efter karriären arbetade Peirson inom möbelindustrin och var sportkommentator i radio och TV mellan 1969 och 1995.

## Statistik
| Källa: Utv = Utvisningsminuter | Källa: Utv = Utvisningsminuter                          | Källa: Utv = Utvisningsminuter                          |                                                         | Grundserie                                              | Grundserie                                              | Grundserie                                              | Grundserie                                              | Grundserie                                              |                                                         | Slutspel                                                | Slutspel                                                | Slutspel                                                | Slutspel                                                | Slutspel                                                |
| Säsong                         | Lag                                                     | Liga                                                    | Matcher                                                 | Mål                                                     | Assists                                                 | Poäng                                                   | Utv                                                     | Matcher                                                 | Mål                                                     | Assists                                                 | Poäng                                                   | Utv                                                     |                                                         |                                                         |
| ------------------------------ | ------------------------------------------------------- | ------------------------------------------------------- | ------------------------------------------------------- | ------------------------------------------------------- | ------------------------------------------------------- | ------------------------------------------------------- | ------------------------------------------------------- | ------------------------------------------------------- | ------------------------------------------------------- | ------------------------------------------------------- | ------------------------------------------------------- | ------------------------------------------------------- | ------------------------------------------------------- | ------------------------------------------------------- |
| 1943–1944                      | Canadien junior de Montréal                             |                                                         | 15                                                      | 1                                                       | 2                                                       | 3                                                       | 4                                                       | 3                                                       | 2                                                       | 0                                                       | 2                                                       | 8                                                       |                                                         |                                                         |
| 1944–1945                      | Spelade ej på grund av deltagande i andra världskriget. | Spelade ej på grund av deltagande i andra världskriget. | Spelade ej på grund av deltagande i andra världskriget. | Spelade ej på grund av deltagande i andra världskriget. | Spelade ej på grund av deltagande i andra världskriget. | Spelade ej på grund av deltagande i andra världskriget. | Spelade ej på grund av deltagande i andra världskriget. | Spelade ej på grund av deltagande i andra världskriget. | Spelade ej på grund av deltagande i andra världskriget. | Spelade ej på grund av deltagande i andra världskriget. | Spelade ej på grund av deltagande i andra världskriget. | Spelade ej på grund av deltagande i andra världskriget. | Spelade ej på grund av deltagande i andra världskriget. | Spelade ej på grund av deltagande i andra världskriget. |
| 1945–1946                      | McGill Redmen                                           |                                                         | 6                                                       | 13                                                      | 5                                                       | 18                                                      | —                                                       | —                                                       | —                                                       | —                                                       | —                                                       | —                                                       |                                                         |                                                         |
| 1946–1947                      | Boston Bruins                                           | NHL                                                     | 5                                                       | 0                                                       | 0                                                       | 0                                                       | 0                                                       | —                                                       | —                                                       | —                                                       | —                                                       | —                                                       |                                                         |                                                         |
|                                | Boston Olympics                                         | EHL                                                     | 10                                                      | 5                                                       | 10                                                      | 15                                                      | 24                                                      | —                                                       | —                                                       | —                                                       | —                                                       | —                                                       |                                                         |                                                         |
|                                | Hershey Bears                                           | AHL                                                     | 26                                                      | 11                                                      | 11                                                      | 22                                                      | 32                                                      | 11                                                      | 3                                                       | 2                                                       | 5                                                       | 10                                                      |                                                         |                                                         |
| 1947–1948                      | Boston Bruins                                           | NHL                                                     | 15                                                      | 4                                                       | 2                                                       | 6                                                       | 0                                                       | 5                                                       | 3                                                       | 2                                                       | 5                                                       | 0                                                       |                                                         |                                                         |
|                                | Hershey Bears                                           | AHL                                                     | 36                                                      | 14                                                      | 26                                                      | 40                                                      | 39                                                      | —                                                       | —                                                       | —                                                       | —                                                       | —                                                       |                                                         |                                                         |
| 1948–1949                      | Boston Bruins                                           | NHL                                                     | 59                                                      | 22                                                      | 21                                                      | 43                                                      | 45                                                      | 5                                                       | 3                                                       | 1                                                       | 4                                                       | 4                                                       |                                                         |                                                         |
| 1949–1950                      | Boston Bruins                                           | NHL                                                     | 57                                                      | 27                                                      | 25                                                      | 52                                                      | 49                                                      | —                                                       | —                                                       | —                                                       | —                                                       | —                                                       |                                                         |                                                         |
| 1950–1951                      | Boston Bruins                                           | NHL                                                     | 70                                                      | 19                                                      | 19                                                      | 38                                                      | 43                                                      | 2                                                       | 1                                                       | 1                                                       | 2                                                       | 2                                                       |                                                         |                                                         |
| 1951–1952                      | Boston Bruins                                           | NHL                                                     | 68                                                      | 20                                                      | 30                                                      | 50                                                      | 30                                                      | 7                                                       | 0                                                       | 2                                                       | 2                                                       | 4                                                       |                                                         |                                                         |
| 1952–1953                      | Boston Bruins                                           | NHL                                                     | 49                                                      | 14                                                      | 15                                                      | 29                                                      | 32                                                      | 11                                                      | 3                                                       | 6                                                       | 9                                                       | 2                                                       |                                                         |                                                         |
| 1953–1954                      | Boston Bruins                                           | NHL                                                     | 68                                                      | 21                                                      | 19                                                      | 40                                                      | 55                                                      | 4                                                       | 0                                                       | 0                                                       | 0                                                       | 2                                                       |                                                         |                                                         |
| 1954–1955                      | Spelade ej.                                             | Spelade ej.                                             | Spelade ej.                                             | Spelade ej.                                             | Spelade ej.                                             | Spelade ej.                                             | Spelade ej.                                             | Spelade ej.                                             | Spelade ej.                                             | Spelade ej.                                             | Spelade ej.                                             | Spelade ej.                                             | Spelade ej.                                             | Spelade ej.                                             |
| 1955–1956                      | Boston Bruins                                           | NHL                                                     | 33                                                      | 11                                                      | 14                                                      | 25                                                      | 10                                                      | —                                                       | —                                                       | —                                                       | —                                                       | —                                                       |                                                         |                                                         |
| 1956–1957                      | Boston Bruins                                           | NHL                                                     | 68                                                      | 13                                                      | 26                                                      | 39                                                      | 41                                                      | 10                                                      | 0                                                       | 3                                                       | 3                                                       | 12                                                      |                                                         |                                                         |
| 1957–1958                      | Boston Bruins                                           | NHL                                                     | 52                                                      | 2                                                       | 2                                                       | 4                                                       | 6                                                       | 4                                                       | 0                                                       | 1                                                       | 1                                                       | 0                                                       |                                                         |                                                         |
| NHL totalt                     | NHL totalt                                              | NHL totalt                                              | 544                                                     | 153                                                     | 173                                                     | 326                                                     | 309                                                     | 48                                                      | 10                                                      | 16                                                      | 26                                                      | 26                                                      |                                                         |                                                         |
| AHL totalt                     | AHL totalt                                              | AHL totalt                                              | 62                                                      | 25                                                      | 37                                                      | 62                                                      | 71                                                      | 11                                                      | 3                                                       | 2                                                       | 5                                                       | 10                                                      |                                                         |                                                         |